# 南浦大桥

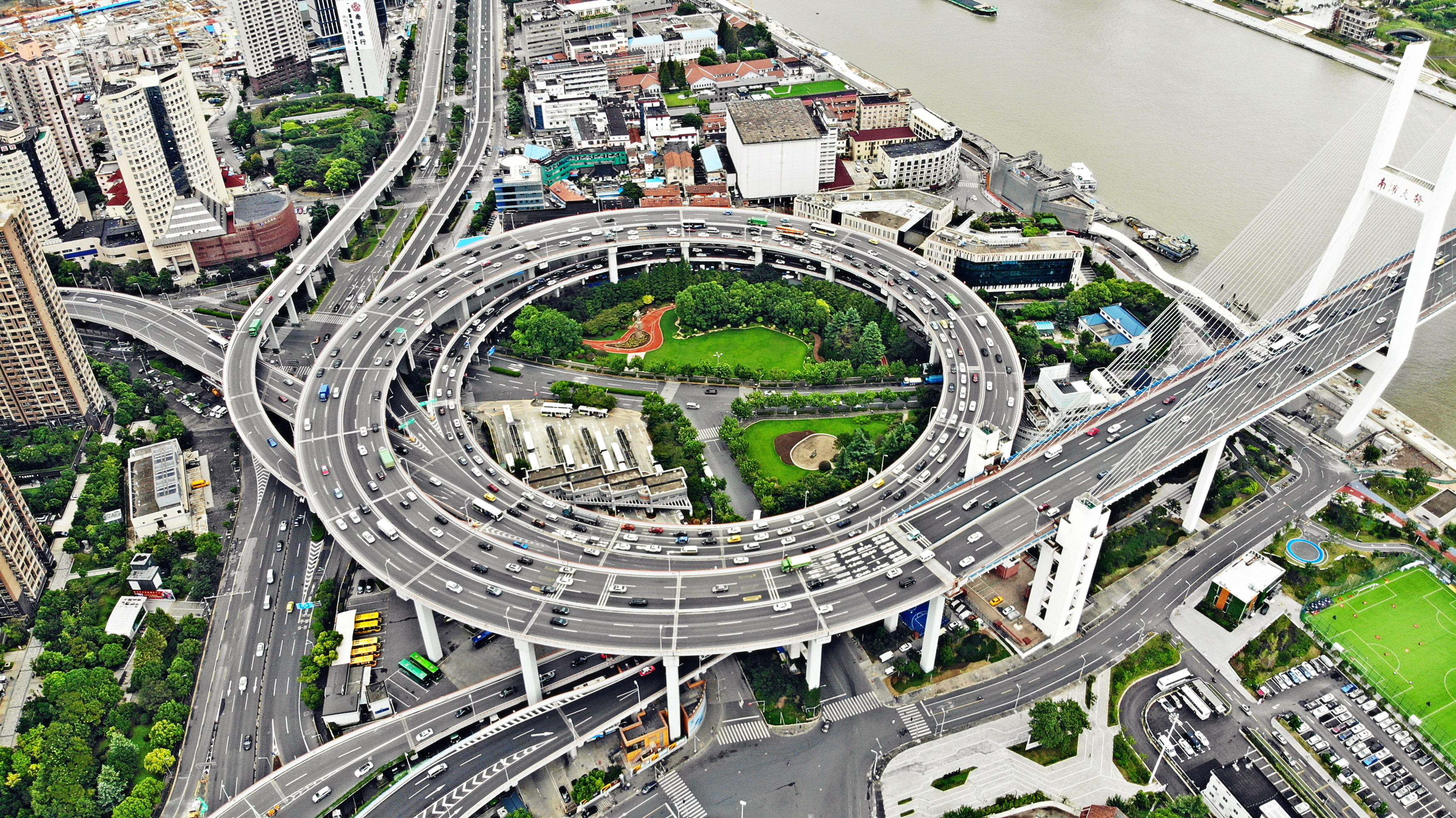
南浦大桥浦西段转盘处

南浦大桥，原名南码头黄浦江大桥，位于中国上海市黄浦区董家渡，是上海市第二座、同时也是中心城区第一座跨越黄浦江的大桥。因该桥东西端皆位于南码头片区（今属黄浦区和浦东新区），故名。南浦大桥架于浦西陆家浜路与浦东南码头之间，曾经为世界第三大叠合梁斜拉桥。大桥跨越黄浦江连接黄浦区与浦东新区，是上海市内环线的重要组成部分，也是开发浦东的起步工程之一。

## 介绍
南浦大桥由上海市市政工程设计院设计，黄浦江大桥建设指挥部组织施工。工程于1988年12月15日动工，1991年12月1日建成通车，工程实际决算8.15亿元人民币。该桥全长8629米，主桥846米，浦东引桥长3746米，浦西引桥长3754米。主桥采用双塔双索面钢与混凝土结合梁斜拉桥。主跨跨径423米，一跨过江，通航净空46米，下可通行5万吨级巨轮。 主桥塔高150m，采用折线H型钢筋混凝土塔柱，双索面呈扇形布置。塔柱每侧索面各22对斜拉索，在塔柱中央设置一对垂直索，以代替梁下竖向支承，使主梁在纵向成为漂浮体系。主梁采用钢-混凝土结合梁构造，边跨设置辅助墩。主桥两段及边墩处设置640mm组合式大位移伸缩缝。主桥桥面宽30.35米，其中6车道车行道宽23.45米，主桥两侧各设2米宽的人行道。车行道与斜拉索、人行道间设防撞栏杆。和上海其他越江隧道以及桥梁一样，南浦大桥没有提供免费的供行人以及自行车的非机动车道和人行道，大桥全天只准通行机动车，自行车只能坐摆渡过江，而供游人上桥欣赏黄浦江美景的2m宽的人行道也未能充分利用，行人上桥收取观景门票对于上海本市居民而言还不如坐公交车过江便宜，所以造成人行道长期闲置浪费。
南浦大桥在浦东浦西曾设有4部垂直电梯，供游人上桥游览观光。在2010年之后便已停止使用。主塔上有邓小平亲笔书写的“南浦大桥”四个大字。
为内环线浦东段快速化改建工程高架部分，南浦大桥浦东引桥（即现主桥面与龙阳路地面道路连接部分）2009年7月31日至2010年1月31日进行全封闭顶升施工，原来途经浦东引桥上下桥的车辆需改走新建的南北两侧匝道上下南浦大桥，并于其后接浦东的内环高架路。

## 历史
- 1988年12月15日，南浦大桥动工建设[4]
- 1991年6月20日，南浦大桥合龙。[5]
- 1991年12月1日，南浦大桥建成通车[4]
- 2011年12月1日，为纪念南浦大桥建成通车20周年，在大桥浦西引桥处悬挂横幅以示纪念。

## 图集

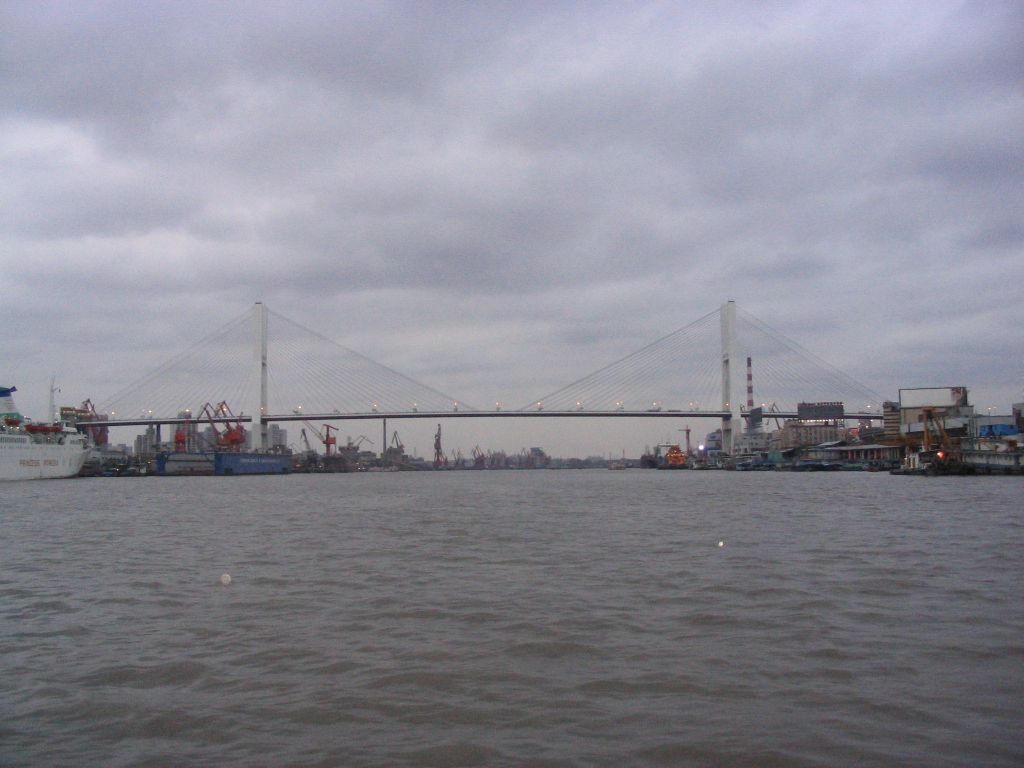
南浦大桥橫跨黄浦江
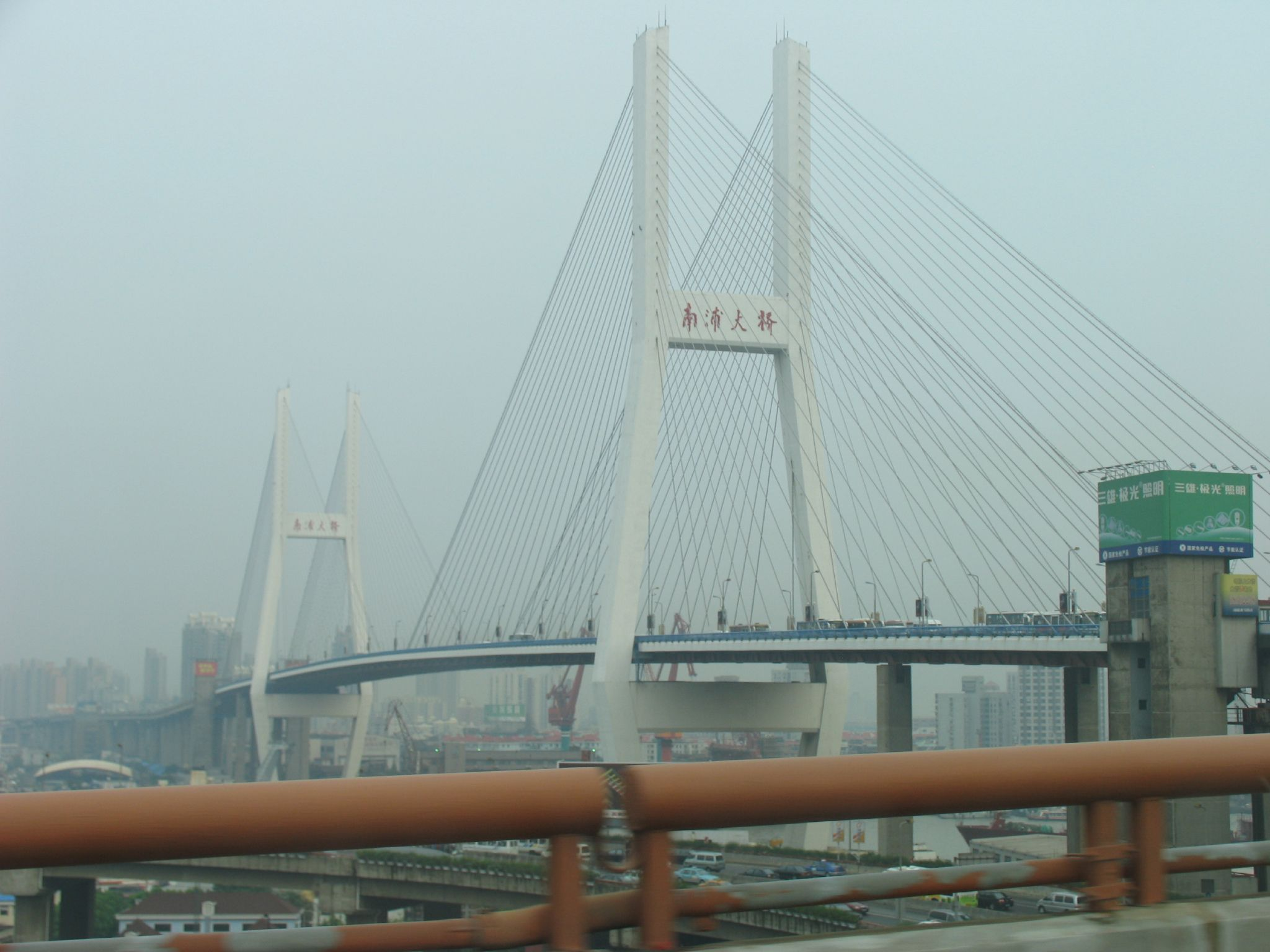
從浦西欣賞南浦大桥桥景
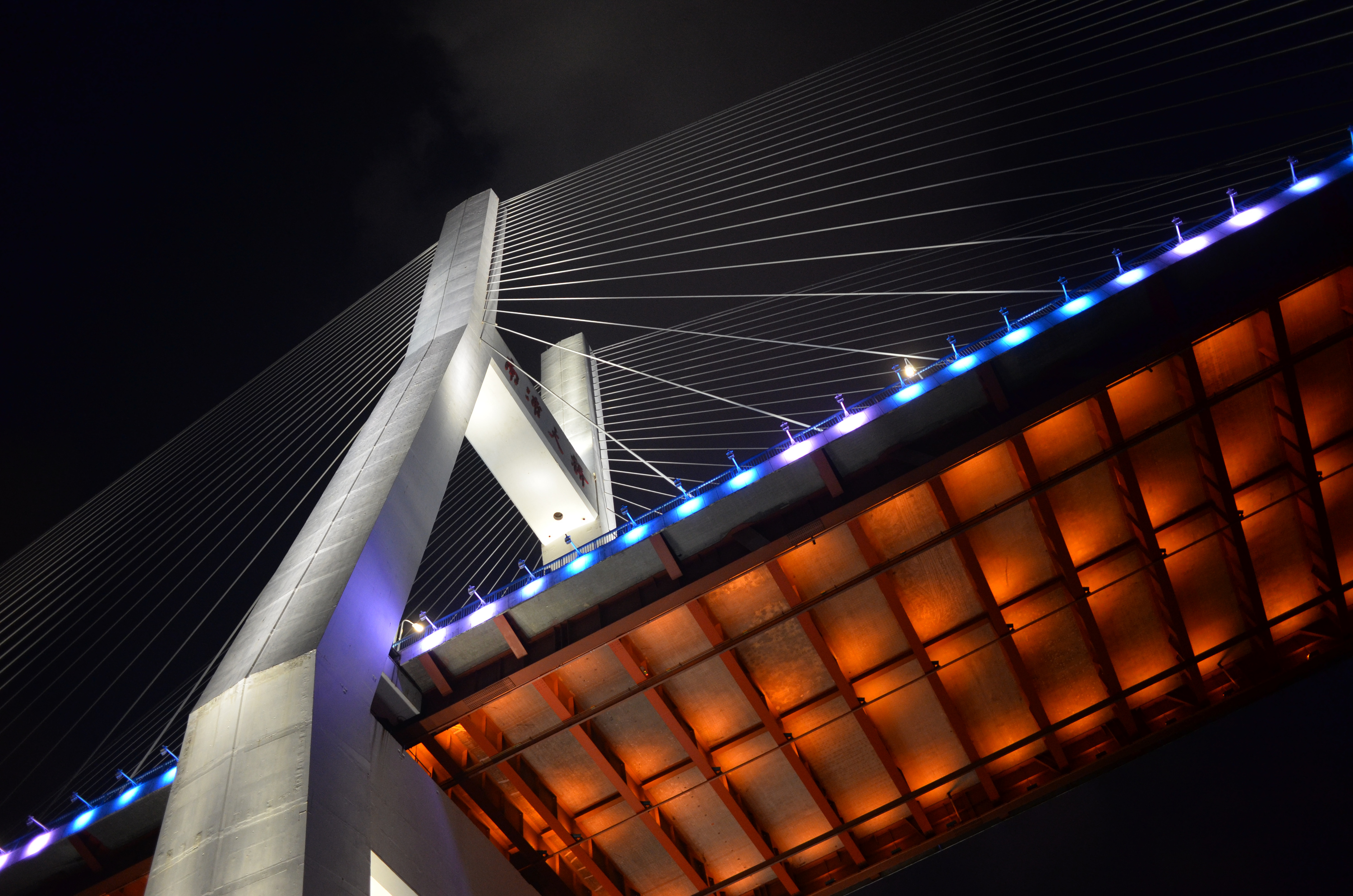
仰望南浦大桥
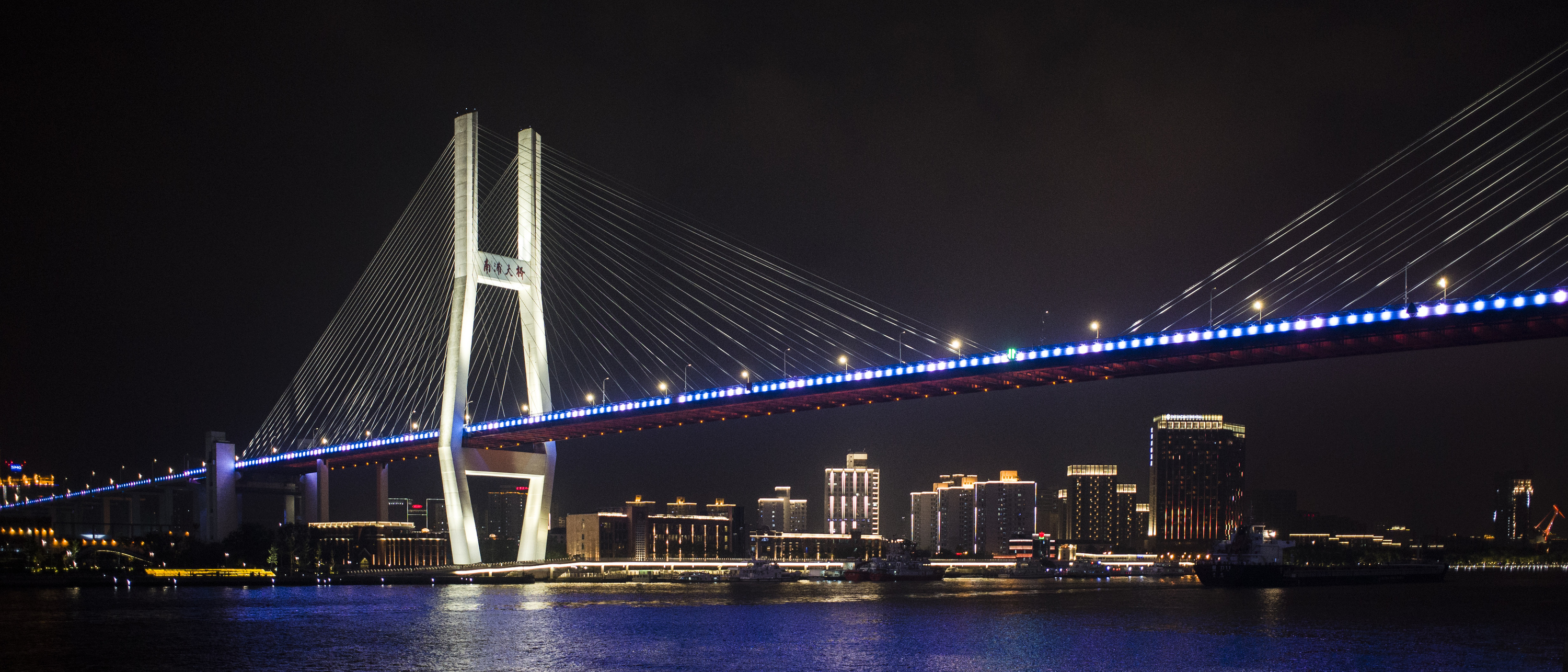
南浦大桥夜景
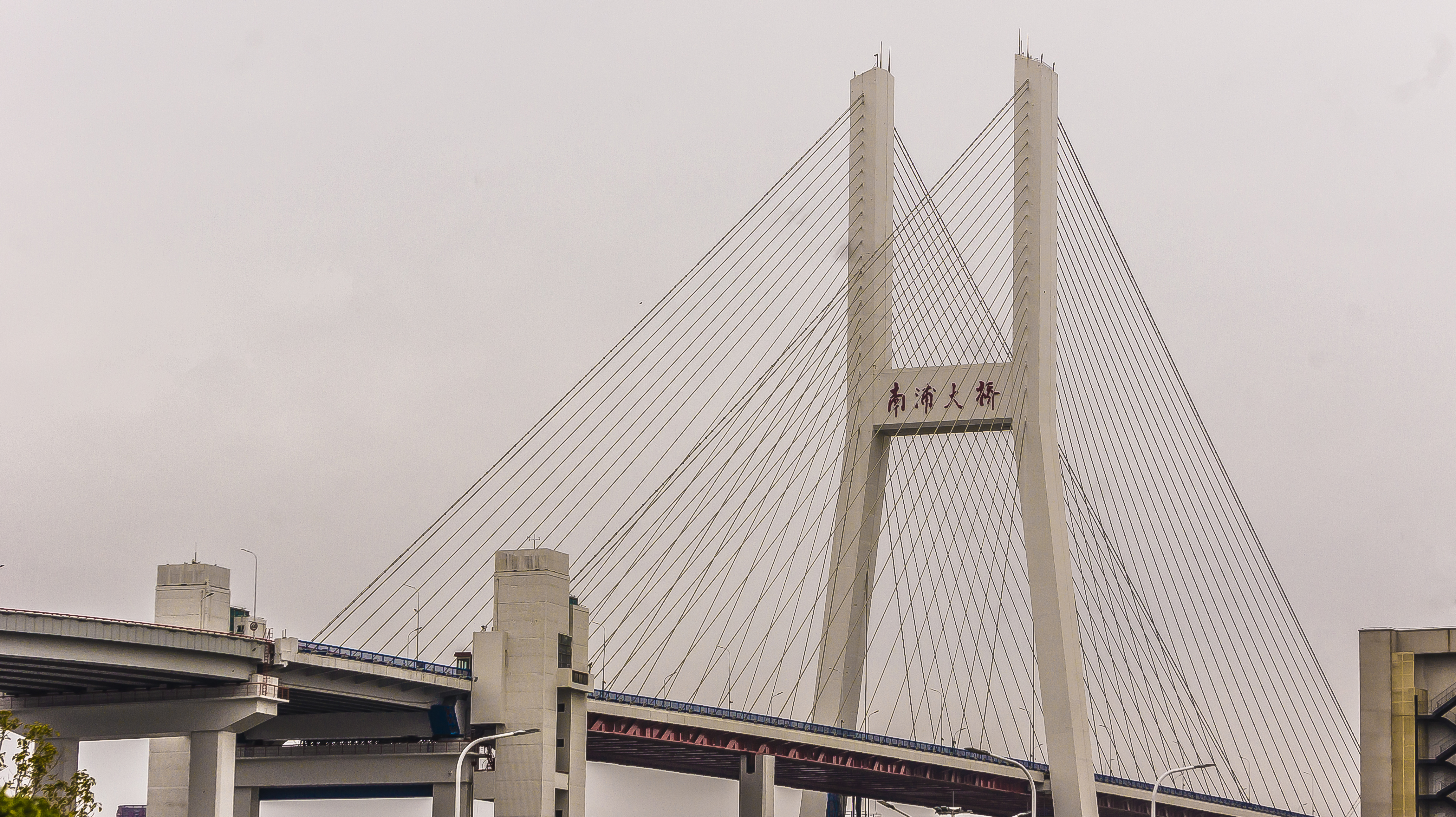
南浦大桥-近景